# ボーン・コレクター (小説)
『ボーン・コレクター』（The Bone Collector ）は、アメリカ合衆国の作家ジェフリー・ディーヴァーによる推理小説。

## 概要
四肢麻痺の元科学捜査官リンカーン・ライムと元モデルの女性警察官アメリア・サックスが主人公のシリーズの第1作で、ネロ・ウルフ賞受賞作。日本では、週刊文春ミステリーベスト10で第1位（20世紀ベストで第22位）、このミステリーがすごい!で第2位、2012年に選出された東西ミステリーベスト100で第22位となった。
1999年にデンゼル・ワシントン、アンジェリーナ・ジョリー主演で同名タイトルで映画化された。

## あらすじ
不審な通報を受け、アメリア・サックス巡査が通報のあった地域周辺を調べていると、地面から突き出た肉を削がれた指を発見し、掘り返すと男の生き埋め死体があった。現場には奇妙な痕跡がいくつも残され、捜査主任のロン・セリットーは、かつて捜査中の事故で脊髄を損傷し四肢麻痺となった敏腕科学捜査官リンカーン・ライムに助言を求める。
事故以来、生きることに絶望し尊厳死を望んでいたリンカーンだったが、捜査資料を読むうちに犯人が残した次の犯行予告のメッセージに気が付き、仕方なく自殺を延期することにする。リンカーンは科学捜査の素人であるアメリアに現場の鑑識作業の協力を求め、時には衝突しながらも残忍な殺人鬼「ボーン・コレクター」の正体に迫っていく。

## 登場人物
リンカーン・ライム
40歳。元ニューヨーク市警IRD（中央科学捜査部）部長。元警部補。豊かな黒髪と切れ長の深い茶色の瞳。
科学捜査に関連する著書も多数執筆している。警察官連続殺人事件の捜査中の事故で第四頸椎を損傷し四肢麻痺となり、首と頭部と左の薬指以外は動かすことができなくなった。自殺したいと切望しており、手助けしてくれる人を探している。イリノイ大学で化学と歴史学の学位を取得している。現役時代には、ニューヨーク中を歩き回り、様々な試料を集めデータベース化した。
健常者のセッティーに話し、自身を無視するアメリアを他者を介さずに向き合うよう告げた。
過去に犯したミスが原因である人物を犯罪者に追いやったことを終盤で知る。
アメリア・サックス
31歳。警察官。元モデル。すらりとしなやかな体躯、美貌と燃えるような赤毛、青い瞳の持ち主。肢体は母親譲り、美貌と髪は父親譲り。
祖父を出所とする慢性関節炎による健康上の理由から警ら課から内勤の広報課に異動する予定だったが、事件の初動に関わり、かつ偏見のない人物として捜査協力を命じられる。やりたくない鑑識を強制されたため、当初はリンカーンに冷たい眼差しを向けていた。
警察アカデミーに入る前は、マディソン街のシャンテール・モデル・エージェンシーに所属するモデルだった。父親は40年間パトロール警官として務めあげた人物で、アメリアはその娘ということでPortable's Daughter（万年巡査の娘）を略してPDというあだ名を付けられている。
かつて交際していた街頭犯罪課の捜査官ニック・カレッリが窃盗団の犯行に関わり、更に収賄罪で逮捕された汚職警官でもあり、アメリア自身も関与を疑われた。内部監察で彼がアメリアを庇う意図で、前述の彼女のあだ名PDをPussy Diver（レズの男役）と揶揄し、それが警察中に広まったことに耐えられず破局した。
トム・レストン
リンカーン専属の介護士。優秀な理学療法士。ゲイである。毒舌で気難しいリンカーンと良好な関係を築くことができた初めての人物。リンカーンの書記官を務める。
ウィリアム・バーガー
安楽死を支持する団体の医師。ニューヨーク・タイムズに掲載されたリンカーンの「（自殺に）手を貸してくれる人を探しています」というインタビューを読み、連絡を取り合うようになった。
ピーター・テイラー
脊髄損傷の専門医。リンカーンにもう一度生きる目的を持ち、死ぬなど考えぬよう諭す。
ピーターは偽名であり、本当の名前は元陸軍医のコリン・スタントン。かつてチャイナタウンのアパートで無理心中を偽装した強盗殺人事件において、鑑識を行ったリンカーンが判断を誤り犯人がいまだ犯行現場に潜んでいたことに気づかず現場から立ち去った後、隠れていたベッド下から出た犯人が銃を乱射。結果、鑑識課員が死亡、監察医助手が負傷した。犯人はパトロール警察官2名と撃ち合った末に死亡したが、その際の流れ弾により妻子を失う。精神的にダメージを受けて収容された精神病院を退院後、オールバニー郡検視局のPCを使って自身の死亡診断書を作成しFAXでNY市警広報課宛てに送り、死を偽装して世間とリンカーンを欺いた。警察により家族を奪われた19世紀の殺人鬼「ボーン・コレクター」ジェームズ・シュナイダーの人格をまとい、温和な医師を演じてリンカーンに接近。その陰で事件を引き起こして生きる気力を与えると同時にリンカーンの周囲の人間を皆殺しにして絶望を与えるつもりだった。終盤で正体を明かし身動きのとれないリンカーンを追い詰めるもリンカーンの決死の反撃により喉を食い破られて絶命した。
ロン・セリットー
ニューヨーク市警殺人課刑事。捜査主任。かつてリンカーンと何件もの事件を解決した。
ジェリー・バンクス
ニューヨーク市警殺人課刑事。
メル・クーパー
ニューヨーク市警鑑識課員。かつてライムと何年間も一緒に仕事をしていた。有機化学、数学、物理学の学位を持っており、指紋照合、DNA型照合、遺体の復元など証拠鑑定の専門家。
クイーンズ地区で生まれ育った。恋人はコロンビア大学高等数学科教授で、目をみはるような北欧美人のグレタ。
ヴィンス・ペレッティ
IRD部長。金髪。政治家の息子。マスコミが注目するような派手な事件の時だけ現場に出てくる。
ジム・ポーリング
ニューヨーク市警殺人課刑事。捜査監督者。
ボー・ハウマン
ニューヨーク市警ESU隊長。警部。
ジョン・ウルブリクト
第一の被害者。モルガン・スタンレー銀行勤務。出張帰りにT・Jと共に誘拐され、生き埋めにされ死亡する。
T・J（タミー・ジーン・コールファクス）
第二の被害者。28歳。モルガン・スタンレー銀行勤務。上司のジョン・ウルブリクトと共に誘拐・監禁され、高温の蒸気を浴びせられ、熱傷により死亡する。
モネール・ゲルガー
第三の被害者。21歳。グリニッチ・ヴィレッジのドイツ会館に暮らしている。犯人に拉致・監禁され、ネズミに襲われ体中をかじられるが、救出される。
ウィリアム・エヴェレット
第四の被害者。病院へ向かうために乗ったタクシーで拉致され、溺死しかけるが、救出される。
キャロル・ガンツ
第五の被害者。国連平和会議での仕事のために娘パミーを連れてシカゴから来たシングルマザー。
本名はシャーロット・ウィロビー。極右グループのテロリスト。
フレッド・デルレイ
FBIマンハッタン支局捜査官。事件を国連平和会議を狙ったテロ事件であると考え、事件の捜査指揮権を奪っていく。
テリー・ドビンズ
ニューヨーク市警行動科学課。FBIの行動科学課で訓練し、法科学と心理学の学位を持っている。
ランドルフ・C・エッカート
NY市警の副本部長。男女平等を掲げるも世間一般のものとは異なり、女性警察官も男性警察官と同じように厳しく扱うという意味である。